# Ženske v Albaniji
Ženske v Albaniji so ženske, ki živijo v Albaniji ali so iz Albanije. Prvo žensko združenje v Albaniji je bilo ustanovljeno leta 1909. Albanke iz severne regije Geg živijo v konservativni in patriarhalni družbi. V takšni tradicionalni družbi imajo ženske podrejene vloge v skupnostih, ki verjamejo v "moško prevlado". To velja kljub prihodu demokracije in sprejetju svobodnega tržnega gospodarstva v Albaniji po obdobju Komunistične partije dela. Albanska kultura Gegov temelji na 500-letnem Kanun Lekë Dukadžinija, tradicionalnem Geškem kodeksu ravnanja, kjer je glavna vloga žensk skrb za otroke in skrb za dom.

## Zgodovina

### Pravice do nošenja orožja
Po kolumni v The Literary World iz leta 1878 je bilo Albankam dovoljeno nositi orožje.

### Tradicionalni družbeni status Gegov
Edith Durham je leta 1928 ugotovila, da so bile albanske vaške ženske bolj konzervativne pri ohranjanju tradicij, kot je maščevanje, podobno kot ženske v stari Grčiji.
Pred drugo svetovno vojno je bilo običajno, da so nekatere Geg Albanke postale "priležnice" moških, ki so živeli v gorskih območjih. Pomen, ki ga moški Gegi dajejo poroki z deviškimi ženskami, je privedel do tega, da so ženske plačale za povrnitev nedolžnosti. Kljub nevarnosti okužb in vnetij spolno aktivne ženske Gegov dobivajo skrito "preprosto 20-minutno ginekološko" operacijo, "da ponovno postanejo device" v mestih Gegov. Iste klinike poročajo, da možje pripeljejo nekatere nove neveste na preverjanje nedolžnosti, ker v poročnih nočeh niso krvavele.
Od žensk se pričakuje, da bodo zveste svojim možem, vendar poročene Albanke veljajo za lastnino njihovih moških zakoncev. Imeti hčerke je manj priljubljeno v patriarhalni družbi Geg Albancev. Zaradi dajanja večjega pomena želji po sinovih kot po rojstvu hčera, je običajno, da se nosečnice Albanke pozdravijo s frazo të lindtë një djalë, kar pomeni Naj bo sin.

### Tradicionalni družbeni status Labov
Labi iz Labërie (zgodovinska regija, ki je približno v jugozahodni Albaniji) so bili patriarhalna družba. Tako kot pri Črnogorci so bile ženske v Labëriji prisiljene opravljati vsa mučna dela.

### Geg zaprisežene device
V preteklosti so družinske enote brez patriarhov, neporočene Albanke, lahko prevzele vlogo moške glave družine s »prisego devištva«, vlogo, ki bi vključevala pravico živeti kot moški, nositi orožje, imeti lastnino, se lahko prosto gibati, se oblačiti kot moški, pridobiti moška imena, če to želijo, uveljavljati avtonomijo, se izogibati dogovorjenim porokam in so v moški družbi, medtem ko z njimi ravnajo kot z moškim. 

### Priprava obroka
Znano je, da ženske v osrednji Albaniji, zlasti ženske v Elbasanu in bližnjih regijah, kuhajo ballakume sladkega okusa na Dita e Verës, letnem spomladanskem festivalu, ki se praznuje 14. marca. Po drugi strani pa muslimanske Albanke, zlasti ženske iz islamske sekte Bektaši, kuhajo puding, znan kot ashura, iz sestavin, kot so razpokana pšenica, sladkor, suho sadje, zdrobljeni oreščki in cimet, po 10. dnevu matem, obdobja posta.

## Pravice žensk v albanski politiki
V 19. stoletju je Sami Frashëri (1850 – 1904, albanski pisatelj, filozof, dramatik) prvič izrazil idejo o izobraževanju žensk z argumentom, da bi okrepil družbo z izobraževanjem žensk za učenje svojih otrok. V poznem 19. stoletju so nekatere urbane elitne ženske, ki so se izobraževale v Zahodni Evropi, videle potrebo po več izobrazbi za ženske v Albaniji. Leta 1891 sta v Korçëju ustanovila prvo dekliško srednjo šolo Sevasti Qiriazi (1871 - 1949, pionirka ženskega izobraževanja v Albaniji) in Parashqevi Qiriazi (1880 – 1970, učiteljica), leta 1909 pa sta ustanovili prvo žensko organizacijo v Albaniji Jutranja zvezda (Yll'i Mëngesit) z namenom dvigovanja pravic žensk z dvigom njihove izobrazbene ravni.
Gibanje žensk v Albaniji je prekinila prva svetovna vojna, a se je nadaljevalo, ko je Albanija po vojni postala neodvisna država. Sestri Qiriazi sta ustanovili organizacijo Perlindja v Korçë, ki je izdajala časopis Mbleta. Leta 1920 je Marie Çoba v Skadru ustanovila lokalno žensko organizacijo Gruaja Shqiptare, ki ji je sledilo več drugih lokalnih organizacij z istim imenom v Korçë, Vlorë in Tirani.
Leta 1920 so Urani Rumbo in drugi ustanovili Lidhja e Gruas (Zveza žensk) v Gjirokastërju, eno najpomembnejših feminističnih organizacij, ki so spodbujale emancipacijo albanskih žensk in pravico do študija. V časopisu Drita so objavili izjavo, v kateri so protestirali proti diskriminaciji žensk in družbenim razmeram. Leta 1923 je bil Rumbo tudi del kampanje, ki je dekletom omogočila obiskovanje "fantovskega" liceja v Gjirokastëru. Gibanje albanskih žensk so podpirale izobražene urbane elitne ženske, ki jih je navdihnil državni feminizem Turčije pod Kemalom Ataturkom.
V času vladavine Zoga I. v Albaniji (vladal 1928-1939) je pravice žensk varovala država pod nacionalno državno organizacijo Gruaja Shiqiptare, ki je spodbujala progresivno politiko in ženskam zagotavljala pravico do izobraževanja in poklicnega življenja ter prepoved osamitev žensk v haremih in za tančicami; enake pravice do dedovanja, ločitev in prepoved dogovorjenih in prisilnih porok ter poligamije. Vendar je v praksi ta progresivna politika zadevala le svetovljansko mestno elito in je imela majhen učinek na življenja večine žensk v Albaniji.
Omejena volilna pravica je bila podeljena ženskam leta 1920, ženske pa so polno volilno pravico pridobile leta 1945. Pod komunistično vlado Albanije je bila promovirana uradna ideologija enakosti spolov. Na prvih demokratičnih volitvah po padcu komunizma je število poslank v parlamentu padlo s 75 v zadnjem parlamentu komunistične Albanije na 9. V turbulentnem obdobju po letu 1991 se je položaj žensk poslabšal. Med Albanci prihaja do verskega preporoda, kar v primeru muslimanov včasih pomeni, da so ženske potisnjene nazaj v tradicionalno vlogo matere in gospodinje. Od leta 2013 so ženske predstavljale 22,9 % parlamenta.

## Poroka, plodnost in družinsko življenje
Skupna stopnja rodnosti je 1,5 rojenega otroka na žensko (ocena 2015), kar je pod nadomestno stopnjo 2,1. Stopnja razširjenosti kontracepcije je precej visoka: 69,3% (2008/09). Večina Albank si ustvari družino v zgodnjih in sredi dvajsetih: od leta 2011 je bila povprečna starost prve poroke 23,6 za ženske in 29,3 za moške.
V nekaterih podeželskih območjih Albanije so poroke še vedno dogovorjene, družba pa je močno patriarhalna in tradicionalna, pod vplivom tradicionalnega nabora vrednot kanuna. Urbanizacija Albanije je v primerjavi z drugimi evropskimi državami nizka: 57,4% celotnega prebivalstva (2015). Čeprav družba na splošno ne odobrava prisilne poroke, je to »dobro znan pojav v državi, zlasti na podeželju in oddaljenih območjih«, dekleta in ženske na teh območjih pa so »zelo pogosto prisiljene v poroke zaradi patriarhalne miselnosti in revščina.«
Splav v Albaniji je bil v celoti legaliziran 7. decembra 1995. Splav se lahko opravi na zahtevo do 12. tedna nosečnosti. Ženske morajo teden dni pred posegom opraviti svetovanje, bolnišnice, ki izvajajo splave, pa ne smejo posredovati javnosti informacij o tem, katere ženske so zdravile.
Med vlado Enverja Hoxhe je imela komunistična Albanija natalistično politiko, ki je vodila ženske k nezakonitim splavom ali k temu, da so jih sprožile same. Končno je imela država drugo najvišjo stopnjo umrljivosti mater v vsej Evropi in ocenjeno je bilo, da se je 50 % vseh nosečnosti končalo s splavom.

## Zaposlitev
V času komunizma so se ženske v velikem številu zaposlile. Prehodno obdobje v Albaniji so zaznamovale hitre gospodarske spremembe in nestabilnost. Trg dela se sooča s številnimi težavami, ki so skupne večini tranzicijskih gospodarstev, kot je izguba delovnih mest v številnih sektorjih, ki jih nastajajoči novi sektorji niso zadostno nadomestili. Od leta 2011 je bila stopnja zaposlenosti 51,8% za mlade ženske, v primerjavi s 65,6% za mlade moške.

## Izobraževanje
Še leta 1946 je bilo približno 85% ljudi nepismenih, predvsem zato, ker šole z albanskim jezikom v državi, preden je postala neodvisna leta 1912, praktično niso obstajale. Do sredine 19. stoletja so osmanski vladarji prepovedali uporabo albanskega jezika v šolah. Komunistični režim je dajal prednost izobraževanju, ki je vključevalo abecedno razvrščanje prebivalstva, pa tudi promocijo socialistične ideologije v šolah. Od leta 2015 je bila stopnja pismenosti žensk le nekoliko nižja kot pri moških: 96,9% žensk v primerjavi z 98,4% moških.

## Nasilje nad ženskami
V zadnjih letih je Albanija sprejela ukrepe za obravnavo vprašanja nasilja nad ženskami. To je vključevalo uveljavitev zakona št. 9669/2006 (Zakon o ukrepih proti nasilju v družinskih razmerjih)  in ratifikacijo Istanbulske konvencije.

## Pomembne Albanke
- Elina Duni (rojena 1981), švicarsko-albanska jazz pevka in skladateljica
- Ermonela Jaho (rojena 1974), operna sopranistka
- Besiana Kadare, albanska veleposlanica ZN, podpredsednica Generalne skupščine ZN in veleposlanica na Kubi
- Helena Kadare (rojena 1943), avtorica, scenaristka in prevajalka
- Sabiha Kasimati (1912–1951), ihtiologinja in disidentka
- Inva Mula (roj. 1963), operni lirični sopran
- Elisa Spiropali (rojena 1983), albanska državna ministrica za odnose s parlamentom
- Liliana Pere (rojena 1962), inž. Informatike, založnica, avtorica, strokovnjakinja IIT